# Seria Dune
Dune (titlu original Dune) este o franciză science fiction care a debutat în 1965 cu romanul Dune al lui Frank Herbert. Considerat de mulți ca fiind cel mai bun roman science fiction al tuturor timpurilor, Dune este citată deseori ca fiind cel mai bine vândut roman science fiction din istorie. Dune a câștigat premiul Hugo din 1966 și premiul Nebula inaugural pentru "Cel mai bun roman", fiind ecranizat într-un film din 1984, un film din 2021 și într-un serial de televiziune din 2000. Herbert a scris cinci continuări, primele două fiind ecranizate într-un serial de televiziune în 2003. Universul Dune a inspirat și o serie de jocuri tradiționale și jocuri video. Din 2009, numele planetelor din romanele seriei Dune au fost adoptate pentru denumirea unor forme de relief de pe satelitul lui Saturn, Titan.
Herbert a murit în 1986. Începând din 1999, fiul său, Brian Herbert și scriitorul science fiction Kevin J. Anderson au publicat o serie de romane a cărei acțiune se desfășoară înaintea celei din seria originală, precum și două romane care o completează – Hunters of Dune (2006) și Sandworms of Dune (2007) – bazate parțial pe notițele lui Frank Herbert, descoperite la un deceniu după moartea sa.
Cadrul ficțional politic, științific și social prezent în romanele lui Herbert și în operele asociate acestora este cunoscut sub numele de Universul Dune, sau Duniverse. Petrecându-se la zeci de mii de ani în viitor, saga prezintă istoria unei civilizații care a interzis calculatoarele, dar a dezvoltat tehnologii avansate și abilități mentale și fizice. Pentru imperiu se dovedește vitală planeta deșertică Arrakis, singura sursă cunoscută de melanj, cea mai valoroasă substanță din univers.

## Dezvoltare și publicare

### Seria originală

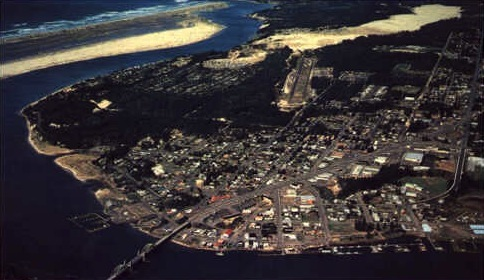
Florence, Oregon, cu dune de nisip care au servit ca inspirație lui Frank Herbert pentru seria Dune

Interesul pe care Herbert l-a arătat pentru cadrul deșertic din Dune (roman) și provocările lansate de acesta își are originea în cercetările începute de el în 1957 pentru un articol legat de un experiment al Departamentului Agriculturii Statelor Unite, în cadrul căruia se foloseau anumite tipuri de iarbă pentru a stabiliza dunele de nisip care ar fi putut "înghiți orașe întregi, lacuri, râuri, autostrăzi." Herbert și-a petrecut următorii cinci ani documentându-se, scriind și revizuind ceea ce avea să devină romanul Dune, serializat în primă fază în revista Analog sub forma a două opere de mai mică întindere, Dune World (1963) și The Prophet of Dune (1965). Versiunea serializată a fost extinsă și rescrisă — și respinsă de mai bine de douăzeci de editori — înainte de a fi publicată în 1965 de Chilton Books, o editură mai puțin cunoscută, specializată mai ales în manuale de reparații auto. Dune a câștigat în 1966 premiul Hugo și premiul inaugural Nebula pentru "Cel mai bun roman".
Romanului i-a urmat o continuare în 1969, Mântuitorul Dunei. Un al treilea roman, intitulat Copiii Dunei a fost publicat în 1976, fiind nominalizat la premiul Hugo. Copiii Dunei a fost primul best-seller în format hardcover din domeniul science fiction. În 1981, Herbert a lansat Împăratul-zeu al Dunei, care a ajuns pe locul 11 în topul vânzărilor de cărți SF în format hardcover din 1981 al publicației Publishers Weekly. Ereticii Dunei din 1984, locul 13 în topul vânzărilor de cărți SF în format hardcover din acel an al publicației The New York Times, a fost urmată imediat de Canonicatul Dunei în 1985. Herbert a murit pe 11 februarie 1986.

### Preludiul Dunei
La zece ani de la moartea lui Herbert, fiul său, Brian Herbert, l-a contactat pe autorul science fiction Kevin J. Anderson pentru a scrie împreună o trilogie de cărți anterioare seriei Dune, care avea să fie numită ulterior seria Preludiul Dunei. Folosindu-se de o parte dintre notițele lui Frank Herbert, cei doi au scris Dune: Casa Atreides (1999), Dune: Casa Harkonnen (2000) și Dune: Casa Corrino (2001). Acțiunea seriei se petrece în anii care preced evenimentele din Dune.

### Legendele Dunei
Herbert și Anderson au continuat cu o a doua trilogie a cărei acțiune se petrece înaintea evenimentelor seriei originale, intitulată Legendele Dunei, care cuprinde Dune: Jihadul butlerian (2002), Dune: Cruciada mașinilor (2003) și Dune: Bătălia Corrinului (2004). Acțiunea seriei are loc în perioada Jihadului butlerian, un eveniment istoric pe care Frank Herbert îl plasase cu 10.000 de ani înaintea evenimentelor descrise în Dune. Descrierea succintă făcută de Herbert "cruciadei [omenirii] împotriva calculatoarelor, a mașinilor raționale și a roboților conștienți" a fost dezvoltată de Brian Herbert și Anderson într-un război violent de generații între omenire și mașinile raționale.

### Completarea seriei originale (Dune 7)
Având un scenariu pentru prima carte din seria Preludiul Dunei și o propunere trimisă editorilor, Brian Herbert a descoperit scenariul de 30 de pagini al tatălui său pentru o continuare la Canonicatul Dunei, având titlul provizoriu Dune 7. După publicarea celor șase romane a căror acțiune se petrece înaintea evenimentelor seriei originale, Brian Herbert și Anderson au lansat Hunters of Dune (2006) și Sandworms of Dune (2007), completând dezvoltarea cronologică a seriei originale și legând firele narative începute de Frank Herbert în Ereticii Dunei.

### Eroii Dunei
În prefața cărții Hunters of Dune (2006), Brian Herbert și Kevin J. Anderson au menționat că au în plan să scrie în continuare romane Dune după terminarea proiectului Dune 7. În 2006, ei au anunțat că Sandworms of Dune va fi urmată de lansatea unei serii de romane intermediare, intitulată Paul of Dune, redenumită ulterior Eroii Dunei. Eroii Dunei are ca element central perioadele scurse între romanele originale ale lui Frank Herbert; prima carte, Paul of Dune, a fost publicată pe 16 septembrie 2008. The Winds of Dune, intitulată Jessica of Dune înaintea publicării, a fost lansată pe 4 august 2009. Celelalte două romane urmau să se intituleze The Throne of Dune (inițial Irulan of Dune) și Leto of Dune (posibil să fie schimbat în The Golden Path of Dune). Într-o postare pe blog din 15 iulie 2010, Anderson a anunțat că aceste romane au fost amânate din cauza intenției lui și a lui Herbert de a publica o trilogie despre "formarea Bene Gesseritului, a mentaților, a doctorilor Suk, a Ghildei spațiale și a navigatorilor, precum și a consolidării Casei Corrino imperium." Primul roman al seriei, intitulat The Sisterhood of Dune, este așteptat în prima parte a anului 2012.

### Povestiri
În 1985, Frank Herbert a scris o povestire ilustrată intitulată "The Road to Dune", a cărei acțiune are loc între evenimentele din Dune și Mântuitorul Dunei. Publicată în culegerea de povestiri Eye, ea are forma unui ghid pentru pelerinii de pe Arrakis și conține imagini (cu descrieri) ale unora dintre dispozitivele și personajele prezentate în romane.
Brian Herbert și Anderson au scris câteva povestiri Dune, majoritatea legate de romanele lor și publicate în perioada apariției acestora. Printre aceste povestiri se numără "Dune: A Whisper of Caladan Seas" (2001), "Dune: Hunting Harkonnens" (2002), "Dune: Whipping Mek" (2003), "Dune: The Faces of a Martyr" (2004), "Dune: Sea Child" (2006) și "Dune: Treasure in the Sand" (2006).

## Opere asociate

### Adaptări pentru marele și micul ecran
În 1984, Universal Pictures a lansat ecranizarea Dune, în regia lui David Lynch.
Pe 3 decembrie 2000, pe Sci-Fi Channel a avut loc premiera unui serial de televiziune în trei părți intitulat Dune. Continuarea care a vut premiera pe 16 martie 2003, Copiii Dunei, a îmbinat Mântuitorul Dunei cu Copiii Dunei. Până în 2004, cele două seriale ajunseseră între programele cu cea mai mare audiență din istoria Sci-Fi Channel.
În 2008, studiourile Paramount Pictures au anunțat că au în plan o nouă adaptare după Dune, în regia lui Peter Berg; Berg a renunțat la proiect în octombrie 2009, fiind înlocuit cu Pierre Morel în ianuarie 2010. În cele din urmă, studiourile Paramount au renunțat la proiect în luna martie a anului 2011.
În 2016, compania Legendary Pictures a anunțat achiziționarea drepturilor de ecranizare a cărții Dune și a început negocierile cu regizorul Denis Villeneuve, contractul fiind confirmat în februarie 2017. Villeneuve a împărțit cartea în două părți, lansând filmele Dune: Partea I în 2021 și Dune: Partea II în 2024. Tot în 2024, HBO a lansat serialul Dune: Profeția.

### Publicații
În 1984, editorul lui Herbert, Putnam, a lansat The Dune Encyclopedia la Berkley Books. Aprobată de Herbert dar fără a fi scrisă de el, acestă culegere de eseuri cu 43 de contributori descrie în detalii inventate multe aspecte ale universului Dune care nu sunt detaliate în romane. În prefața scrisă de el, Herbert a atenționat că eseurile sunt "non-canonice", iar acest statut a fost reafirmat ulterior de către administratorii legali ai moștenirii literare a lui Herbert, după ce Brian Herbert și Kevin J. Anderson au început publicarea romanelor a căror acțiune se petrece înaintea evenimentelor seriei originalei, care vin în contradicție cu The Dune Encyclopedia.
Pe 1 decembrie 1984, Marvel Comics și Berkley au publicat Dune: The Official Comic Book (ISBN 0-425-07623-7), o adaptare în benzi desenate a filmului lui David Lynch. Marvel Comics Super Special #36: Dune a fost lansat pe 1 aprilie 1985 împreună cu o ediție limitată de trei numere, care a apărut între aprilie și iunie 1985. Filmul a cunoscut și o novelizare, The Dune Storybook (septembrie 1984, ISBN 0-399-12949-9), scrisă de Joan D. Vinge,, având parte și de o carte care descrie realizarea lui, The Making of Dune (decembrie 1984, ISBN 0-425-07376-9), scrisă de Ed Naha. În luna noiembrie 1984, Pocket Books a publicat parodia National Lampoon's Doon de Ellis Weiner (ISBN 0-671-54144-7).
În luna mai 1992, Ace Books a publicat Songs of Muad'dib (ISBN 0-441-77427-X), o culegere de poeme legate de Dune scrise de Frank Herbert și editate de fiul său, Brian. Brian Herbert și Kevin J. Anderson au lansat The Road to Dune pe 11 august 2005, cartea conținând o nuveletă intitulată Spice Planet (o versiune alternativă a acțiunii din Dune, bazată pe un o schiță realizată de Frank Herbert), o serie de povestiri scrise de Brian Herbert/Anderson, precum și scrisori și capitole nefolosite scrise de Frank Herbert.

### Jocuri
În 1979, Avalon Hill a lansat jocul Dune, acesta fiind urmat în 1984 de un joc lansat de Parker Brothers. Un joc de cărți din 1997 a fost urmat în 2000 de un RPG intitulat Dune: Chronicles of the Imperium. Până acum, au fost lansate cinci jocuri pe calculator și video Dune: Dune (1992), Dune II (1992), Dune 2000 (1998), Frank Herbert's Dune (2001) și Emperor: Battle for Dune (2001).

### Muzică
Coloana sonoră a filmului din 1984 și a celor două seriale de televiziune din 2000 și 2003 au fost lansate pe album, la fel ca și cea a jocului video din 1992, a jocului pe calculator Emperor: Battle for Dune și o selecție a melodiilor din întreaga serie de jocuri video Dune Arhivat în 25 ianuarie 2007, la Wayback Machine..

## Acțiunea
Universul Dune, aparținând viitorului îndepărtat al omenirii, are o istorie care se întinde pe zeci de mii de ani (cca. 15.000 de ani în total) și acoperă schimbări considerabile în structurile politice, sociale și religioase, precum și în tehnologie. Opere cuprinse în universul Dune pot fi împărțite în cinci perioade generale:
- Jihadul butlerian: trilogia Legendele Dunei (2002–2004) de Brian Herbert și Kevin J. Anderson
- Imperiul sub conducerea Casei Corrino: trilogia Preludiul Dunei (1999–2001) de Brian Herbert și Anderson
- Ascensiunea Casei Atreides: Dune (1965), Mântuitorul Dunei (1969) și Copiii Dunei (1976) de Frank Herbert; seria Heroes of Dune (2008–prezent) de Brian Herbert și Anderson
- Domnia și căderea Împăratului-Zeu: Împăratul-zeu al Dunei (1981) de Frank Herbert
- Întoarcerea din Dispersie: Ereticii Dunei (1984) și Canonicatul Dunei (1985) de Frank Herbert; Hunters of Dune (2006) și Sandworms of Dune (2007) de Brian Herbert și Anderson

### Jihadul butlerian
În Dune este explicat faptul că Jihadul butlerian constituie un conflict care va avea loc peste 11.000 de ani (și cu peste 10.000 de ani înaintea evenimentelor din Dune) și care va duce la distrugerea totală a aproape tuturor formelor de "calculatoare, mașini raționale și roboți conștienți"." Datoriă interdicției "Să nu-ți faci mașină după asemănarea minții omului", crearea până și a celei mai simple mașini gânditoare este scoasă în afara legii, devenind tabu, ceea ce va influența dezvoltarea socio-politică și tehnologică a omenirii din seria Dune. Herbert face de câteva ori referiri la Jihad în romanele sale, dar fără a detalia cauzele și natura conflictului. În Împăratul-zeu al Dunei (1981), Leto Atreides II indică faptul că Jihadul a fost o răscoală socială semi-religioasă inițiată de oamenii care au simțit repulsie față de cât de mult îi conduceau și controlau mașinile. Această întoarcere tehnologică a dus la crearea Bibliei Catolice Portocalii și la constituirea unui nou imperiu galactic feudal care a durat peste 10.000 de ani până la începerea seriei lui Herbert. Au apărut și câteva societăți secrete, care folosesc programe eugenetice, antrenament mental și fizic intensiv și îmbunătățiri farmaceutice care să ducă capacitățile umane la un nivel uluitor. inseminarea artificială este și ea interzisă, așa cum se explică în Mântuitorul Dunei (1969) când Paul Atreides negociază cu Cucernica Maică Gaius Helen Mohiam, care este oripilată de sugestia lui Paul de a-și impregna consoarta folosind această metodă.
The Dune Encyclopedia (1984) de Willis E. McNelly (aprobată de Frank Herbert) prezintă o cronică extensivă a Jihadului butlerian. Conform lui McNelly, el și Herbert intenționau să extindă această versiune la dimensiunea unui preludiu al romanului Dune; Moartea lui Herbert, survenită în 1986 a dus la abandonarea proiectului, lăsând viziunea lui Herbert asupra evenimentelor Jihadului butlerian neexplorată și deschisă speculațiilor. Trilogia Legendele Dunei (2002–2004) de Brian Herbert și Kevin J. Anderson prezintă Jihadul ca un război între oameni și mașinile gânditoare create de ei, care s-au revoltat și aproape au distrus omenirea. Seria explică modul în care omenirea a devenit dependentă și supusă mașinilor gânditoare și cum, văzând această slăbiciune, un grup de oameni ambițioși autodenumiți titani au căpătat controlul universului folosindu-se de această dependență. Domnia lor a durat un secol și a fost uzurpată de programul Omnius, căruia i-au acordat un acces și o putere. Deoarece nu vedea nicio valoare în viața umană, mașina gânditoare - care includea acum o armată de soldați roboți și alte mașini agresive — a supus aproape toată omenirea din univers timp de 900 de ani, până la începerea Jihadului. Cruciada împotriva mașinilor a durat aproape un secol, ducând la pierderea a numeroase vieți omenești, dar ducând în cele din urmă la victoria omenirii.

### Imperiul sub conducerea Casei Corrino
Vechea Bătălie a Corrinului — care a avut loc la 20 de ani de la terminarea Jihadului butlerian — a dat naștere Împăraților Padișah ai Casei Corrino, care au condus universul cunoscut timp de milenii, controlând forța militară brutală și eficientă a sardaukarilor imperiali. Zece mii de ani mai târziu, puterea imperială a fost echilibrată de adunarea caselor nobile în Landsraad, care a dus la interzicerea folosirii armelor nucleare împotriva țintelor umane. Deși puterea Casei Corrino nu se compara cu puterea individuală a niciunei Case, ele s-au aflat într-o competiție constantă pentru puterea politică și miza omniprezentei companii CHOAM, un directorat care controla bogăția întregului Imperiu Vechi. A treia putere primară a universului o constituie Ghilda Spațială, care deține monopolul călătoriilor spațiale și ale sistemului bancar. Navigatorii mutanți ai Ghildei folosesc drogul numit melanj pentru a naviga, pliind spațiul și transportând instantaneu cargouri uriașe de la o planetă la alta.
Societatea matriarhală Bene Gesserit posedă puteri fizice, senzoriale și deductive aproape supraumane, dezvoltate în ani de condiționare fizică și mentală. Deși susține că "servește" omenirea, Bene Gesserit își rumărește scopul de a îmbunătăți rasa umană ghidând și manipulând subtil și în secret afacerile altora pentru a servi propriului interes. Bene Gesserit au și un program genetic milenar selectiv secret, folosit pentru a îmbunătăți și a păstra abilitățile valoroase ale liniilor de sânge și pentru a crea un mascul aparent suprauman, numit Kwisatz Haderach. La momentul evenimentelor din Dune, Comunitatea Surorilor mai are nevoie de o generație pentru a atinge acest scop, după ce au manipulat genele mii de ani pentru a duce la această înșiruire de evenimente. Dar Doamna Jessica, deși i s-a ordonat de către Bene Gesserit să nască o fiică ce avea să se împreuneze cu masculul potrivit pentru a da naștere lui Kwisatz Haderach, dă naștere unui fiu - creându-l fără voia ei pe Kwisatz Haderach cu o generație mai devreme.
"Calculatoarele umane" cunoscute ca mentați s-au dezvoltat și perfecționat pentru a înlocui capacitatea de analiză logică pierdută prin interzicerea calculatoarelor. Printr-un antrenament specific, ei învață să își îmbunătățească starea mentală, putând realiza legături logice complexe, superioare celor ale vechilor mașini gânditoare. Societatea patriarhală Bene Tleilax, sau Tleilaxu, e formată din comercianți imorali, care fac trafic cu produse biologice și de inginerie genetică cum ar fi ochi artificiali, mentați "strâmbi" și ghola. Ixienii produc tehnologie de ultimă oră care par a se conforma (dar întrec deseori limita) interdicției împotriva mașinilor gânditoare. Ixienii sunt foarte secretoși, nu doar pentru a proteja monopolul valoros asupra industriei lor, dar și pentru a ascunde metodele și invențiile care ar putea încălca protocoalele împotriva mașinilor gânditoare.
Trilogia Preludiul Dunei (1999–2001) prezintă revenirea în atenție a Casei Atreides, a cărei rol principal în Jihadul butlerian a fost uitat. Casa imperială vrea să capete controlul total asupra imperiului controlând melanjul, exact în momentul în care programul genetic selectiv al Bene Gesseritului se apropie să dea rezultatele așteptate.

### Ascensiunea Casei Atreides
La începutul romanului Dune (1965), Ducele Leto Atreides se află într-o poziție periculoasă: al 81-lea Împărat Padișah, Shaddam Corrino IV, i-a predat controlul asupra planetei deșertice Arrakis, cunoscută sub numele de Dune, singura sursă naturală a atât de importantului melanj. Această resursă nu face posibil doar zborul spațial, ci și prelungește viața, protejează împotriva bolilor și este folosit de Bene Gesserit pentru a-și spori abilitățile. Potențialul câștig financiar al Casei Atreides contrabalansat de faptul că recoltarea melanjului de pe suprafața planetei Arrakis este o întreprindere costisitoare și riscantă, din cauza mediului potrivnic și a amenințării uriașilor viermi de nisip care protejează mirodenia. În plus, Leto e conștient că Shaddam, amenințat de creșterea constantă a puterii și influenței Atreizilor, i-a întins o cursă - dacă nu va atinge sau depăși volumul producției atins de predecesorii săi, vicioasa Casă Harkonnen, poziția din CHOAM (care se bazează pe profitul din mirodenie) a Casei Atreides se va clătina. Mai mult, însăși prezența Casei Atreides pe Arrakis inflamează îndelungatul război dintre Casele Atreides și Harkonnen, o ură care își are originile cu 10.000 de ani mai înainte, când Atreizii i-au surghiunit pe Harkonneni pentru lașitate după Jihadul butlerian.
Neînțeleasa populație indigenă de pe Arrakis este constituită din fremeni, neglijați de Imperiu. Considerați niște sălbatici înapoiați, fremenii sunt oameni foarte aspri care trăiesc în comunități numeroase și a căror cultură se modelează în jurul apei, o resursă rară pe Arrakis. Fremenii așteaptă sosirea lui mântuitorului profețit, fără a bănui că această profeție a fost infiltrată în legendele lor de către Missionaria Protectiva, o ramură a Bene Gesseritului axată pe manipulări religioase care să netezească la nevoie calea Comunității Surorilor. În Dune, neașteptatul Kwisatz Haderach Paul Atreides ajunge la conducerea fremenilor și a Arrakisului; el îl înlătură pe Shaddam și devine conducătorul universului cunoscut. În plin jihad sângeros, lansat în întreg universul în numele lui Paul, dar scăpat de sub control, Bene Gesserit, Tleilaxu, Ghilda Spațială și Casa Corrino complotează să îl detroneze în Mântuitorul Dunei (1969). Imperiul Atreides continuă în Copiii Dunei (1976), cu religia construită în jurul lui Paul începând să se clatine și cu ridicarea la putere a moștenitorilor săi.
Seria Heroes of Dune (2008–prezent) de Brian Herbert și Kevin J. Anderson urmărește evenimentele care îi privesc pe Atreizi dinainte, dintre și după Dune, Mântuitorul Dunei și Copiii Dunei.

### Domnia și căderea Împăratului-Zeu
În vremea când are loc acțiunea din Împăratul-zeu al Dunei (1981), fiul lui Paul, Împăratul-Zeu Leto Atreides II, a condus Imperiul timp de 3.500 de ani, transformând Arrakisul; producția de melanj a încetat. Leto a provocat extincția viermilor de nisip, în afara unui păstrăv de nisip cu care a intrat în simbioză, devenind un hibrid om-vierme de nisip. Civilizația umană dinaintea domniei sale a suferit de două slăbiciuni: aceea că putea fi controlată de o singură autoritate și aceea că era dependentă de melank, care să găsea pe o singură planetă din universul cunoscut. Viziunile preștiente ale lui Leto i-au arătat că omenirea este amenințată cu extincția în numeroase moduri; soluția aleasă de el a fost de a pune omenirea pe "Poteca de Aur", un plan creat de supraviețuire a omenirii. Leto guvernează ca un tiran binevoitor, satisfăcându-le oamenilor nevoile fizice de bază, dar interzicându-le alt debușeu spiritual în afara propriei religii obligatorii (păstrând și monopolul asupra mirodeniei și a folosirii ei). Violența personală de orice fel este interzisă, la fel ca aproape întregul trafic spațial, creând o necesitate pentru libertate și pentru libertatea de a călători. Bene Gesserit, Ixienii și Tleilaxu caută moduri de a recâștiga câteva dintre fostele lor privilegii, sau să îl detroneze împreună pe Leto. Leto conduce și un program genetic propriu printre descendenții surorii sale, Ghanima, care se finalizează cu nașterea Sionei, fiica lui Moneo, ale cărei acțiuni sunt ascunse puterilor preștiente. Leto pune la cale propria sa asasinare, știind că aceasta va duce la revoltă și la explozia explorărilor și colonizărilor. Moartea trupului lui Leto dă naștere și unui nou păstrăv de nisip, care va duce la crearea unei populații de viermi de nisip și a unui nou ciclu de producție a mirodeniei.

### Întoarcerea din Dispersie
Înainte de căderea Împăratului-Zeu, haosul și foametea de pe multe lumi a făcut ca trilioane de oameni să plece în căutarea libertății în spațiul necunoscut, răspândindu-se în univers. Această diaspora a fost numită ulterior Dispersia și, împreună cu invizibilitatea în fața viziunilor preștiente a descendenților Atreides, garantează faptul că omenirea a scăpat pentru totdeauna de amenințarea extincției totale. La vremea evenimentelor din Ereticii Dunei (1984) și Canonicatul Dunei (1985) - la 1.500 de ani după moartea lui Leto — agitația intră pe un nou făgaș; echilibrul puterii din Imperiu este asigurat de Ixieni, Bene Gesserit și Tleilaxu. Ghilda Spațială a fost slăbită de dezvoltarea mașinilor ixiene capabile să navigheze în spațiul pliat, înlocuind astfel navigatorii Ghildei. Bene Gesserit controlează viermii de nisip și planeta lor, numită acum Rakis, dar Tleilaxu au reușit să descopere modul de a produce sintetic melanjul. Acest echilibru al puterii este zdruncinat de o revenire masivă a oamenilor din Dispersie, unii dintre ei fugind din fața persecuției unui inamic încă necunoscut. Printre cei care au revenit, Bene Gesserit își găsește un adversar pe măsură într-o societate matriarhală violentă și coruptă, cunoscută sub numele de Onoratele Matres, despre care bănuiesc că ar fi urmașele unora dintre femeile din comunitatea lor care au fost trimise în Dispersie. Odată cu izbucnirea unui război sângeros și crud între cele două comunități, devine extrem de clar că reunirea celor două organizații într-o singură comunitate conținând abilitățile amândurora ar reprezenta cea mai bună șansă de a lupra împotriva dușmanului care se apropie.

## Cronologie
| Povestiri scurte                  | Romane                              |
| --------------------------------- | ----------------------------------- |
| "Dune: Hunting Harkonnens"        |                                     |
|                                   | Dune: Jihadul butlerian             |
| "Dune: Whipping Mek"              |                                     |
|                                   | Dune: Cruciada mașinilor            |
| "Dune: The Faces of a Martyr"     |                                     |
|                                   | Dune: Bătălia Corrinului            |
|                                   | Dune: Casa Atreides                 |
|                                   | Dune: Casa Harkonnen                |
|                                   | Dune: Casa Corrino                  |
|                                   | Paul of Dune (Parts II, IV & VI)    |
|                                   | The Winds of Dune (part)            |
| "Dune: A Whisper of Caladan Seas" | Dune                                |
|                                   | Paul of Dune (Parts I, III, V & VI) |
|                                   | The Winds of Dune (part)            |
| "The Road to Dune"                |                                     |
|                                   | Mântuitorul Dunei                   |
|                                   | The Winds of Dune (part)            |
|                                   | The Throne of Dune                  |
|                                   | Copiii Dunei                        |
|                                   | Leto of Dune                        |
|                                   | Împăratul-zeu al Dunei              |
|                                   | Ereticii Dunei                      |
| "Dune: Sea Child"                 | Canonicatul Dunei                   |
|                                   | Vânătorii Dunei                     |
| "Dune: Treasure in the Sand"      |                                     |
|                                   | Sandworms of Dune                   |